# Thottiyam
Thottiyam es una ciudad y nagar Panchayat situada en el distrito de Tiruchirappalli en el estado de Tamil Nadu (India). Su población es de 14909 habitantes (2011). Se encuentra a 60 km de Tiruchirappalli.

## Demografía
Según el censo de 2011 la población de Thottiyam era de 14909 habitantes, de los cuales 7382 eran hombres y 7527 eran mujeres. Thottiyam tiene una tasa media de alfabetización del 84,90%, superior a la media estatal del 80,09%: la alfabetización masculina es del 92,04%, y la alfabetización femenina del 77,98%.